# Kristina Ranguelova
Kristina Ranguelova (bulgariska: Кристина Рангелова), född den 24 januari 1985 i Sofia, Bulgarien, är en bulgarisk gymnast.
Hon tog OS-brons i rytmisk gymnastik för trupper i samband med de olympiska gymnastiktävlingarna 2004 i Aten.